# Despre el
Despre el este albumul de debut al cântăreței de origine moldovenească Irina Rimes, lansat sub egida Global Records în octombrie 2017.
Materialul conține zece piese ale căror versuri și linii melodice au fost create de Rimes; printre acestea se numără hiturile „Visele”, „Ce s-a întâmplat cu noi” sau „Bolnavi amândoi”. 
Lansarea albumului a fost însoțită de proiecția unui scurtmetraj cu același nume, care prezintă o poveste de iubire inspirată din trăirile ei.
Promovarea materialului „Despre el” s-a făcut prin lansarea de videoclipuri pentru toate piesele incluse pe disc, care au strâns peste 40 de milioane de vizualizări cumulate pe YouTube.
După lansarea albumului în cadrul unui eveniment în Hard Rock Cafe din București, Irina Rimes a susținut concerte în câteva dintre marile orașe din România pentru a-l promova.

## Conținut
- CD – Ediție Standard:

1. „Visele” — 3:18
2. „Iubirea noastră mută” — 3:45
3. „Da' ce tu” — 3:53
4. „Haina ta” — 3:25
5. „Ce s-a întâmplat cu noi” — 3:32
6. „Bandana” (feat. Killa Fonic) — 3:07
7. „Bolnavi amândoi” — 3:35
8. „Cosmos” — 3:47
9. „Octombrie roșu” — 3:22
10. „Eroii pieselor noastre” — 4:03

- DVD – Filmul «Despre El»:

1. Despre el – 29:17